# Plectophanes hollowayae
Plectophanes hollowayae là một loài nhện trong họ Deinopidae.
Loài này thuộc chi Plectophanes. Plectophanes hollowayae được miêu tả năm 1964 bởi Raymond Robert Forster.